# Grupo Bauru
El grupo Bauru es un conjunto de formaciones geológicas que se encuentra en el estado de São Paulo y parte del estado de Minas Gerais, Brasil. Pertenece al Cretácico superior, entre el Aptiense y el Maastrichtiense. Y a la que pertenecen la formación Caiuá, formación Santo Anastasio, formación Adamantina y formación Marília.
- Datos: Q811841